# Emilio Freixas
Emilio Freixas Aranguren (Barcelona, 1899 - 1976) fue un dibujante español, pedagogo del dibujo, considerado pionero de la historieta en España. Sus series más importantes son El Murciélago Humano, Sir Black y El Capitán Misterio.

## Biografía
De joven fue alumno del pintor Emilio Casals. Continuó su aprendizaje en el taller de escenografía de Bulbena y Girbal, pero ya desde los 15 años de edad dibujó carteles, viñetas publicitarias, historietas, tarjetas postales, cubiertas de libros, revistas y otras ilustraciones.
En la década de 1920 ilustró artículos y cubiertas en las revistas El Hogar y la Moda y Lecturas, al mismo tiempo que trabajó entre 1926-1928 como ilustrador de cuentos clásicos para la Editorial Mentora. En 1935 comenzó a publicar en las revistas  "Mickey"' y "Pocholo".
En 1944 lanzó un proyecto de edición independiente, la Colección Mosquito, junto a su hijo Carlos y Ángel Puigmiquel, de la que resultaría su personaje más famoso, el capitán Misterio, publicado luego en las revistas de Consuelo Gil.
Emilio Freixas es el creador del "Método Freixas" para el aprendizaje del dibujo. Este método consta de una nutrida colección de láminas para todas las edades desde los más pequeños a principiantes y amantes del dibujo artístico. Hay que añadir los libros de Cómo dibujar, los estudios, el Curso de dibujo en 3 volúmenes y la serie de libros Dibujando, que aún hoy en día están a la venta.

## Premios y reconocimientos
- 1947 Mejor dibujante en la National Cartoonist Society de Nueva York.
- 1952 Mejor dibujante en el Congreso Internacional de Cómics de Nueva York.
- 1972 Mejor dibujante en la Convención Internacional del Cómic.
- 1972 Premio de la National Cartoonist Society en Lucca, Italia.
- 1973 Invitado de honor y presidente de honor de la Asociación de Dibujantes de Historietas e Ilustración.
- 1976 Homenaje póstumo en el Congreso internacional de Gijón.